# Морпет
Морпет (англ. Morpeth) — город в Англии, Великобритания. Административный центр церемониального графства Нортумберленд. Расположен в Северо-Восточной Англии на реке Уонсбек, впадающей в Северное море.
Город находится в километре от автомобильной трассы A1, соединяющей столицу Англии Лондон, и столицу Шотландии Эдинбург. Административным центром графства Нортумберленд город стал в 1981 году. Во время переписи населения 2001 года в городе насчитывалось 13 833 жителя.

## История
Морпет возник на месте переправы через реку Уонсбек. После Нормандского завоевания город перешел в собственность семьи де Мерле (de Merlay), а в 1095 году был отстроен замок типа мотт и бейли. В 1138 году лордом Морпета Ранульфом де Мерле (Ranulf de Merlay) было основано Ньюминстерское аббатство. Город сильно пострадал от пожара в 1215 году.В тринадцатом веке, на месте брода через реку Вансбек был построен каменный мост. Морпетский замок был построен в четырнадцатом веке на месте существовавшей ранее крепости. Только главные ворота и часть разрушенных стен остались к нашему времени.
До девятнадцатого века Морпет был одним из главных рынков скота на севере Англии.
6 сентября 2008 года на город обрушилось мощнейшее с 1963 года наводнение. Пострадало около тысячи домов.

## Политика
В городе Морпет два уровня местного самоуправления.
Нижний уровень — городской совет, состоит из пятнадцати членов. Каждый из четырёх городских округов выбирает от трех до пяти депутатов в городской совет.
В совете графства Нортумберленд, являющимся верхним уровнем самоуправления, город Морпет имеет троих представителей, по одному от трех избирательных округов — Morpeth Kirkhill, Morpeth North и Morpeth Stobhil. Все трое — либеральные демократы.. Совет графства Нортумберленд состоит из 67 выборных членов, каждый из которых представляет свой избирательный округ. Избираются они каждые четыре года. Последние выборы произошли в мае 2008 года. Совет графства собирается не реже одного раза в три месяца. Партией большинства этого созыва является партия либеральных демократов

## Спорт
В первом дивизионе северной футбольной лиги, девятом по уровню в системе футбольных лиг Англии, город представляет команда Morpeth Town A.F.C.. Домашние матчи она проводит на стадионе Craik Park с трибунами на сто зрительских мест
В городе представлены также такие виды спорта как регби, крикет, теннис, гольф, хоккей на траве, легкая атлетика.